# Wanatah
Wanatah és una població dels Estats Units a l'estat d'Indiana. Segons el cens del 2000 tenia 1.013 habitants.

## Demografia
Segons el cens del 2000, Wanatah tenia 1.013 habitants, 399 habitatges, i 298 famílies. La densitat de població era de 285,5 habitants/km².
Dels 399 habitatges en un 31,6% hi vivien nens de menys de 18 anys, en un 63,7% hi vivien parelles casades, en un 6,8% dones solteres, i en un 25,3% no eren unitats familiars. En el 21,6% dels habitatges hi vivien persones soles l'11% de les quals corresponia a persones de 65 anys o més que vivien soles. El nombre mitjà de persones vivint en cada habitatge era de 2,54 i el nombre mitjà de persones que vivien en cada família era de 2,95.
Per edats la població es repartia de la següent manera: un 24,6% tenia menys de 18 anys, un 6,8% entre 18 i 24, un 30,3% entre 25 i 44, un 25,8% de 45 a 60 i un 12,5% 65 anys o més.
L'edat mediana era de 37 anys. Per cada 100 dones de 18 o més anys hi havia 99 homes.
La renda mediana per habitatge era de 50.625 $ i la renda mediana per família de 54.554 $. Els homes tenien una renda mediana de 41.667 $ mentre que les dones 26.250 $. La renda per capita de la població era de 19.945 $. Entorn del 3,6% de les famílies i el 5,3% de la població estaven per davall del llindar de pobresa.

## Poblacions més properes
El següent diagrama mostra les poblacions més properes.